# 30 Rock
30 Rock là một loạt phim truyền hình hài kịch tình huống châm biếm của Mỹ do Tina Fey sáng lập, phát sóng trên NBC từ ngày 11 tháng 10 năm 2006 đến ngày 31 tháng 1 năm 2013. Phim kể về cuộc đời của Liz Lemon (Tina Fey), một biên kịch cho một chương trình phác thảo hài kịch hư cấu "The Girlie Show". Loạt phim chủ yếu dựa trên những trải nghiệm của Fey khi bản thân cô còn là biên kịch chính cho chương trình Saturday Night Live từ 1997 đến 2006. Tên của loạt phim đề cập đến tòa nhà 30 Rockefeller Plaza ở Thành phố New York, trụ sở của NBC Studios và là nơi Saturday Night Live được viết kịch bản, sản xuất và thực hiện. Loạt phim do Broadway Video, Little Stranger phối hợp với NBCUniversal sản xuất.